# Kanpyō
Kanpyō (japanisch 寛平, auch Kampyō) ist eine japanische Ära (Nengō) von  Mai 889 bis Mai 898 nach dem gregorianischen Kalender. Der vorhergehende Äraname ist Ninna, die nachfolgende Ära heißt Shōtai. Die Ära fällt in die Regierungszeit der Kaiser (Tennō) Uda und Daigo.
Der erste Tag der Kanpyō-Ära entspricht dem 30. Mai 889, der letzte Tag war der 19. Mai 898. Die Kanpyō-Ära dauerte zehn Jahre oder 3277 Tage.

## Ereignisse
- 889 Kanpyō-Dichterwettstreit (utaawase) im Palast des Tennō (寛平御時后宮歌合)
- 892 Fertigstellung des Geschichtswerks Ruijū Kokushi (類聚国史) durch Sugawara no Michizane
- 893 Angreifer aus dem koreanischen Silla überfallen die Provinzen Hizen und Higo